# Pseudolabrus luculentus
Pseudolabrus luculentus es una especie de peces de la familia Labridae en el orden de los Perciformes.

## Morfología
Los machos pueden llegar alcanzar los 17 cm de longitud total.

## Distribución geográfica
Se encuentra en Australia y en Nueva Zelanda.